# Anne Paulin
Anne Borch Paulin (født 5. januar 1988 i Skive) er en dansk politiker, der er medlem af Folketinget for Socialdemokratiet.

## Uddannelse
Paulin blev sproglig student fra Skive Gymnasium og HF i 2008. I 2015 blev hun Master of Science i International Business and Politics fra Copenhagen Business School og Columbia University.

## Karriere
Anne Paulin var konsulent i TDC Group 2015-2016 og rådgiver for Energinet 2017-2019. Hun har været Socialdemokratiets kandidat Skivekredsen siden 2013. Hun stillede op til folketingsvalget 2015, men kom ikke ind og blev i stedet førstesuppleant. Hun sad i Folketinget fra 2. februar til 3. juni 2016, hvor hun afløste Thomas Jensen, mens han var på barselsorlov.
Anne Paulin blev valgt til Folketinget ved folketingsvalget den 5. juni 2019 med 6814 personlige stemmer. Hun var opstillet i Skivekredsen med støtte fra Ikastkredsen.

### Arbejde i Folketinget
Anne Paulin har siden 2019 været Klima- energi- og forsyningsordfører for Socialdemokratiet. Hun har desuden været formand for Skatteudvalget siden 2021.